# Мардук-бел-зері
Мардук-бел-зері (д/н — бл. 782 до н. е.) — цар Вавилону близько 790—782 до н. е. Ім'я перекладається як «Мардук — пан нащадків».

## Життєпис
Умовно належить до династії «Е» (VIII Вавилонської династії). Посів трон після Нінурта-апла-… близько 790 року до н. е. За його правління ймовірно зберігалася влада Ассирії над Вавилоном. Фактично перебував у статусі ассирійського намісника.
Втім Мардук-бел-зері зумів поширити вплив до Урука, про що свідчить текст з міста Удані, поблизу Урука. Близько 782 року до н. е. поступився владою Мардук-апла-уцуру.